# Atherigona pharalis
Atherigona pharalis este o specie de muște din genul Atherigona, familia Muscidae, descrisă de Seguy în anul 1938. Conform Catalogue of Life specia Atherigona pharalis nu are subspecii cunoscute.